# ISO 3166-2:PA
Kódy ISO 3166-2 pro Panamu identifikují 10 provincií a 4 indiánská teritoria (stav v listopadu 2021). První část (PA) je mezinárodní kód pro Panamu, druhá část sestává z jednoho čísla identifikujícího provincii nebo dvou písmen pro indiánská území.

## Seznam kódů
```
PA-1 
Bocas del Toro
 (Bocas del Toro)
PA-2 
Coclé
 (Penonomé)
PA-3 
Colón
 (Colón)
PA-4 
Chiriquí
 (David)
PA-5 
Darién
 (La Palma)
PA-6 
Herrera
 (Chitré)
PA-7 
Los Santos
 (Las Tablas)
PA-8 
Panama
 (Panamá)
PA-9 
Veraguas
 (Santiago de Veraguas)
PA-10 
Panamá Oeste
 (La Chorrera)
PA-EM 
Emberá-Wounaan
 (Unión Chocó)
PA-KY 
Guna Yala
 (El Porvenir)
PA-NB 
Ngäbe-Buglé
 (Llano Tugrí)
PA-NT 
Naso Tjër Di
 (Sieyic)
```